# Club Deportivo El Nacional
El Club Deportivo El Nacional, más conocido como El Nacional, es una entidad deportiva ecuatoriana con sede en la ciudad de Quito. Fue fundado por el Capitán Jorge Araque Picco con el nombre de Selección del ejército el 6 de febrero de 1963.  
Actualmente participa en fútbol masculino y femenino, aunque también ha competido a nivel profesional y amateur en baloncesto, gimnasia artística, tenis de mesa, entre otras disciplinas. Su plantel masculino se desempeña en la Serie A de Ecuador; su plantel femenino, en la Súperliga Femenina de Ecuador y a partir de 2021 incursionó en el mundo de los videojuegos, creando la división eSports y participando en la Liga Ecuatoriana de eFootball.
Fue un equipo patrocinado por las Fuerzas Armadas del Ecuador, cuyos socios eran mayoritariamente miembros activos o retirados de dicha institución, recibiendo el apodo de «Elenco Militar». Se caracteriza porque su plantilla de jugadores está compuesta únicamente por deportistas de nacionalidad ecuatoriana, por lo que también recibe los apelativos de «Los Puros Criollos» o «La Gloria del Fútbol Ecuatoriano». También es reconocido históricamente por ser un club de cantera y trabajar en la formación de jóvenes futbolistas, siendo esta la principal fuente de abastecimiento de jugadores para el primer equipo.
En cuanto a los logros deportivos, es una de las entidades más laureadas y reconocidas del balompié ecuatoriano, con 13 títulos y 7 subtítulos nacionales, y un subtítulo internacional, al ser en 1970 subcampeón de la Copa Ganadores de Copa, además de varios títulos de las divisiones juveniles. Es el único equipo ecuatoriano en obtener dos tricampeonatos, por lo que se le conoce como «El Bi-Tri». Su mayor rivalidad es con Liga de Quito, al ser ambos los dos equipos más laureados y populares de la capital ecuatoriana, juntos protagonizan el Clásico Quiteño, donde El Nacional conserva una superioridad histórica. También tiene gran rivalidad con Barcelona Sporting Club, el equipo más popular de Guayaquil.
El club juega sus partidos de local en el Estadio Olímpico Atahualpa, donde comparte localía con Universidad Católica, Cumbayá, Cuniburo, América y Deportivo Quito. El estadio, conocido como «El Coloso del Batán», tiene una capacidad de 35 258 personas y es propiedad de la Concentración Deportiva de Pichincha (concesionado por el Municipio del Distrito Metropolitano de Quito). En este recinto es donde habitualmente desempeña su localía la selección de fútbol femenino de Ecuador. Su sede deportiva, el Complejo Deportivo Kao Sport, se encuentra en el valle de Tumbaco, en las cercanías de Quito.

## Historia

### Fundación y primer Campeonato
Todo empezó con el sueño del capitán Hugo Enderica, de formar un equipo de fútbol profesional integrado únicamente por jugadores de nacionalidad ecuatoriana. Para tomar el mando del proyecto se escogió al técnico paraguayo José María Ocampo, el mismo que tuvo la responsabilidad de recorrer el país en busca de los talentos que conformarían finalmente al equipo. El club debuta en 1960 en el Campeonato Provincial de Segunda Categoría de Pichincha como Club Mariscal Sucre y después de una exitosa trayectoria consiguió el ascenso en 1963, por lo que el 1 de junio de 1964 es inscrito oficialmente en AFNA, cambiando su nombre por el de Club Deportivo El Nacional. En su debut en la máxima categoría del balompié ecuatoriano, el club logró el subcampeonato de 1964.
Llegaría el año 1967 y con este una nueva institución que a partir de aquella temporada acapararía títulos. Se la conoció como la “Máquina Gris” de “El Nacional”, constituyéndose en el "auténtico" campeón ecuatoriano ya que todos sus jugadores fueron seleccionados de los diferentes rincones del país. De los 18 partidos disputados en aquella temporada, obtuvo 12 triunfos, 2 empates y tan solo perdió en 4 oportunidades, tuvo la delantera más goleadora con 34 tantos y Tom Rodríguez se constituyó en su máximo exponente con 16 anotaciones, fueron dirigidos por el italiano Vessilio Bártoli y como preparador físico fungió el capitán de infantería Jorge Antonio Araque P. De esa manera relegó al segundo lugar a Emelec, rompiendo la hegemonía de los equipos del Guayas.

### 1973: Campeón con todos los honores

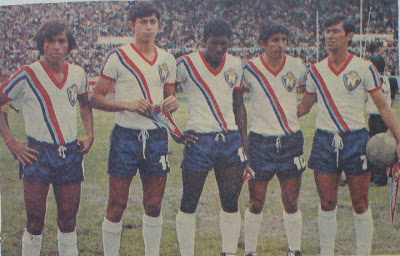
Equipo de El Nacional, campeón del Torneo Ecuatoriano 1973.

El Nacional no cumplió una aceptable actuación en la primera etapa del torneo, la medida correctiva fue designar como entrenador a una de sus figuras más experimentadas, Héctor Morales, quien reemplazaría al argentino Roberto Resquín.
Decisión acertada, el equipo elevó su nivel y la campaña culminó con éxito el 4 de febrero de 1974 con un empate a 3 goles ante Universidad Católica. Los goles fueron de Fabián “El Bombardero” Paz y Miño, Marcelo Vicente Cabezas y Vinicio “El Torito” Ron.

### El Bi-Tricampeón
En los años 1970, El Nacional fue capaz de lograr lo que ningún equipo ecuatoriano había hecho en la historia del torneo profesional. En 1976, 1977 y 1978, logra coronarse como campeón en forma consecutiva, consiguiendo de esta manera, el primer tricampeonato de su historia. Los técnicos campeones, fueron: Ernesto Guerra y Héctor Morales, en dos ocasiones. Fabián Paz y Miño, logra proclamarse como el máximo goleador del Campeonato en 1977 con 27 goles y ayuda a El Nacional en forma decisiva, durante esos tres años de gloria.
En 1982, 1983 y 1984 El Nacional repetiría la hazaña, para convertirse en doble tricampeón (bi-tricampeón), ya en los años 80, siendo el único equipo ecuatoriano que lo ha logrado hasta el momento. Otra vez, Ernesto Guerra y el brasileño Roberto Abruzzesse, en dos ocasiones, serían los responsables de los títulos. El recuento de torneos ganados por el club hasta ese entonces, era de ocho; se destacan jugadores de la talla de: José Villafuerte, goleador del torneo en 1982 con 25 tantos y Ermen Benítez, goleador de los torneos: 1987, 1989 y 1990; con 23, 23 y 29 goles, respectivamente.  vería su actuación más importante en una competencia internacional, (junto a la final de la Recopa Sudamericana de Clubes de 1970), al llegar a semifinales en la Copa Libertadores de América 1985,y quedar muy cerca de la final, bajo la dirección técnica del colombiano Leonel Montoya; son recordados, en forma especial, los duelos ante América de Cali y Peñarol.

### Otra hazaña extraordinaria
La campaña en 1986 fue igualmente destacada, jugó 44 partidos ganó 25 empató 12 y únicamente perdió 7, sin duda una temporada formidable.
El 21 de diciembre de 1986 constituyó otra fecha de trascendencia para el Bi-Tricampéon. El último rival que se le presentó en el Atahualpa fue el siempre difícil Deportivo Cuenca. Geovanny Mera y José Villafuerte, considerado el mejor jugador de “El Nacional” en todos los tiempos, marcaron las anotaciones que le dieron el triunfo y el campeonato.

### Década de los 90
El Nacional produjo algunos de los más grandes jugadores en el Ecuador y ganó dos campeonatos más. El 25 de noviembre de 1992 y otra vez con Ernesto Guerra bajo la dirección técnica, se produjo el denominado "Monumentalazo" al empatar 1-1 con Barcelona, en el Estadio Monumental Isidro Romero Carbo, de la ciudad de Guayaquil. Es recordado el gol de cabeza de Dixon Quiñónez, que permitió el empate "criollo" y dejó paralizado al estadio y sin fiesta al equipo "torero" (favorito para ganar el título); era la décima estrella.
En 1996, de la mano del brasileño Paulo Massa, el título fue ganado con categoría al imponerse en las dos finales a Emelec y dejar en las vitrinas del club, la undécima estrella. Jugadores de gran valía fueron: Kléber Chalá, Agustín Delgado, Wellington Sánchez, Oswaldo De La Cruz y Geovanni Ibarra. También debatieron la semifinal de la Copa Conmebol de 1992.

### Década de los 2000's
Tres subcampeonatos consecutivos (1999, 2000 y 2001) dejaron un nudo en la garganta de la fiel hinchada "criolla" y luego de nueve años época considerada como la sequía más larga de títulos para el club; por fin en el torneo clausura del año 2005, se logró la duodécima corona de campeón, con Ever Hugo Almeida como entrenador y una mezcla de jugadores jóvenes y de experiencia: Christian Benítez, Félix Borja, Christian Lara, Jorge Guagua, David Quiroz, Alejandro Castillo, Wellington Sánchez, Cléber Chalá, Giovanni Ibarra. El título fue celebrado también por Antonio Valencia, transferido a mediados de año al fútbol español y vale aclarar que la joven figura del fútbol ecuatoriano, lamentablemente fallecida en 2005, Otilino Tenorio, fue la gran atracción del club en el primer semestre con sus goles Rojos. Todos los jugadores dedicaron el título 2005 al "Enmascarado" goleador fallecido.
Ebelio Ordóñez, fue el goleador del torneo 2004, con 28 anotaciones; siendo el último goleador que ha registrado el club en el Campeonato Nacional.

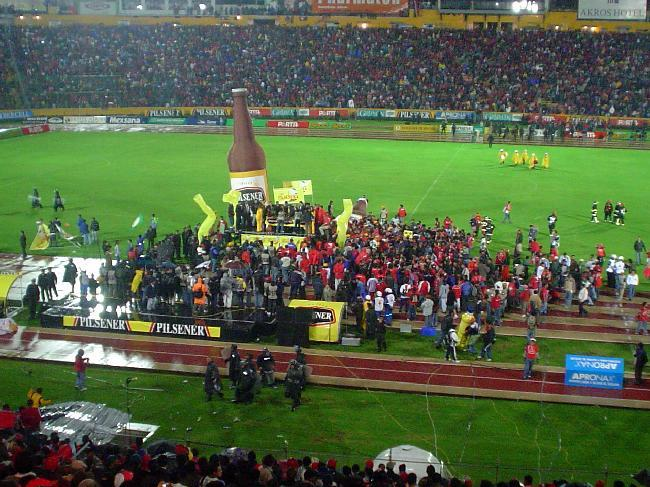
El Nacional coronándose campeón por duodécima oportunidad en el 2005.

El Nacional, repetiría el éxito en el año 2006, logrando el (bicampeonato) y otra vez, con Ever Hugo Almeida en el banquillo; pero, con la ausencia de figuras importantes como: Jorge Guagua, Félix Borja, Christian Lara y Alejandro Castillo, transferidos al exterior, con esto logra su décima tercera estrella.
En la campaña de 2007 cuando se armó un equipo con una delantera de lujo como Christian "Chucho" Benítez y Jaime Iván Kaviedes, se desarma la misma a fines del mes de junio, con la transferencia del potente centrodelantero nacido de la cantera militar, lo cual mermó ostenciblemente el potencial del equipo para luchar por su 14.ª corona y su tercer tricampeonato. Las equivocadas decisiones dirigenciales empezaban a perjudicar al club Rojo.
Esta década cerró de mala manera, malas administraciones y mal manejo del capital, hasta hacerse evidente que las pésimas administraciones de los delegados del Ejército, Marina y Aviación respondía a una consigna oculta de otras esferas por pretender la desaparición del club.

### Década de los 2010's: La Década Perdida
El gobierno ecuatoriano decretó que las Fuerzas Armadas, ni ninguna institución pública puede aportar a una entidad, esta situación afectó mucho al club ecuatoriano, y los problemas económicos no se hicieron esperar, y por si eso fuera poco, uno de los misterios más molestos para el club, el manejo del capital obtenido por transferencias de jugadores de renombre al exterior; situaciones que se han venido acumulando y han salido a luz pública en estos tiempos.

#### 2011, el mejor papel en 5 años
Una plantilla de jóvenes ecuatorianos, muy trabajadores y solidarios con el equipo, comandados bajo el mando de Mario Saralegui, técnico uruguayo. Con nombres importantes como Renato Ibarra, Juan Luis Anangonó, Marwin Pita, Edison Preciado, Flavio Caicedo, Jefferson Villacís y Franklin Guerra le dieron una razón al hincha para ir al estadio. La campaña fue aceptable, se logró mantener un balance productivo y un nivel prometedor. El equipo logró triunfos importantes sobre sus tradicionales rivales, sin embargo, hubo momentos frustrantes como las derrotas absurdas frente a rivales poco competitivos, asistencias no tan favorables a la economía, y la inferioridad frente a Liga de Quito (4 derrotas en la liga), no obstante la revancha de los criollos se dio en el repechaje ante el clásico rival y el triunfo en la repesca le dejó a Liga con las manos vacías. Finalmente el plantel se adjudicó un boleto a repechaje de Copa Libertadores de América, un premio al esfuerzo y trabajo duro.

#### 2018, el peor Nacional de la historia
El 2017 fue un año que ilusionó a la hinchada ya que en la segunda etapa del torneo, el equipo peleó los primeros lugares e incluso se llegó a disputar la posibilidad de jugar una final. El objetivo no pudo cumplirse pero el plantel clasificó a la Copa Sudamericana. La pretemporada de El Nacional fue desastrosa después de perder a varios titulares tales como: Franklin Guerra, Jonathan Borja y Bryan de Jesús. Además, Rinson López fue suspendido por la FEF al descubrir que su nacionalidad era colombiana (lo cual lo convierte en el primer y único jugador extranjero en la historia de El Nacional). El equipo intentó reforzarse con la contratación de Daniel Angulo y Jonny Uchuari, quienes llegaron como las contrataciones más importantes. El inicio de temporada fue irregular teniendo que disputar dos torneos: el local y la Sudamericana. El Equipo logró clasificarse a segunda ronda tras vencer al San José de Oruro con una victoria 3-2 en Quito y un empate 1-1 en Bolivia. En el torneo nacional, los resultados favorables le fueron esquivos, terminando la primera etapa en novena posición con 23 puntos gracias a 11 derrotas, 5 empates y apenas 6 victorias. En la Sudamericana se enfrentó a Defensa y Justicia de Argentina y tras una derrota 2-0 de visitante y una victoria 1-0 en Quito, quedó eliminado de la competición.
El equipo no consigue buenos resultados en la temporada 2018 por lo que ocupa el penúltimo lugar de la tabla acumulada con 39 puntos en la misma temporada con lo cual el equipo desciende a la Serie B al quedar penúltimo con 39 Puntos en la lucha con los equipos Técnico Universitario 42 Puntos y Deportivo Cuenca 45 Puntos, sin embargo una modificación en el reglamento para el año 2019 de la Asamblea General de Clubes aprobó que se jugará la Liga Pro con 16 equipos, sumándole a los 12 actuales dos de los cuatro socios que en ese entonces se encontraron participando en el Campeonato de la Serie B.

### Década de los 2020's

#### 2020, Segundo descenso
En el año 2020, el club inició con malos resultados en la Primera Etapa, lo que ocasionaría la renuncia de Eduardo Lara y la tardía contratación de Jorge Montesino. El mismo año le depararía a El Nacional un destino diferente. El formato del año se modificó debido a la pandemia de COVID-19. Después de una pésima campaña en la Primera Fase de la Copa Sudamericana en la cual enfrentó al Fénix de Uruguay por la derrota de 1-0 en Montevideo y el empate de 2-2 en el Atahualpa. Ya en la Segunda Etapa, Tras la derrota ante Delfín en la Fecha 5 de la Segunda Etapa, Montesino fue despedido, llegando Javier Rodríguez como nuevo DT. Tras la derrota ante Universidad Católica en la Fecha 8 de la Segunda Etapa, Rodríguez fue despedido, y su cargo lo ocupó un histórico ex-mundialista Édison Méndez. Tras la derrota ante Independiente del Valle en la Fecha 11 de la Segunda Etapa, Méndez fue despedido, siendo sustituido por José Villafuerte, ídolo del club. Sin embargo, el equipo continuó con malos resultados. El equipo llegó a la última fecha en la posición 16, con 12 puntos en la tabla de posiciones de la Segunda Etapa y 26 puntos en la tabla acumulada. Luego de la gran victoria que había alcanzado frente a Macará por 2-1 durante la penúltima fecha, En la última fecha, tras una derrota ante Orense, El Nacional consumó su descenso a la Serie B por segunda vez en su historia, la cual jugó en el año 2021.

#### Intento Objetivo del Ascenso (2021)
Tras el descenso en el 2020, empezó su nueva temporada en la Serie B después de 41 años, con el comienzo del 2021, el equipo tuvo diferentes problemas, siendo el principal problemas extra futbolísticos con los futbolistas, la directiva, la federación y sus patrocinadores, aunado con la crisis que se arrastro con el torneo pasado, provocando de que El Nacional no pudiera hacer contratos para nuevos jugadores como se le quitara una de sus sucursales, causando de que la hinchada tuviera incertidumbre como malestar al ver estos problemas serían un impedimento para regresar a la Serie A y que esto ocasionaría que el equipo cayera hasta Segunda Categoría de Ecuador, sin embargo el equipo demostró todo lo contrario, con el inicio de la Serie B en el 18 de marzo.
La primera etapa que inicio el 18 de marzo el equipo se enfrentó con el América de Quito como visitante donde tuvo comienzo flojo empatando 1 a 1, en la segunda fecha conseguiría la victoria frente al Chacaritas por 3 a 0 como local, en su tercera fecha sería derrotado por 3 a 0 ante Liga de Portoviejo como visitante, en su cuarta fecha como local obtendría la victoria por 2 a 0 frente al Cumbayá Fútbol Club, en su quinta fecha como visitante sería derrotado por 2 a 1 con Guayaquil Sport, en su sexta fecha como local ganaría por goleada de 4 a 0 al Independiente Juniors, en la séptima fecha cayera por Gualaceo Sporting Club como visitante por 1 a 0, en la octava fecha como local conseguiría la victoria por 1 a 0 ante el Atlético Santo Domingo, en la novena fecha como local empataría sin goles ante el Atlético Porteño, en la décima fecha como visitante conseguiría la victoria por 1 a 0 frente al Chacaritas, en la undécima fecha cayera como local por 2 a 1 frente la Liga de Portoviejo, en la duodécima fecha como visitante conseguiría un empate de 1 a 1 con el Cumbayá Fútbol Club (Puntero de la Tabla), en la décima tercera y decimocuarta fecha conseguiría dos victorias consecutivas por 2 a 0 como local frente al Guayaquil Sport y por 3 a 1 frente Independiente Juniors como visitante, en la decimoquinta fecha empataría por 1 a 1 como local frente al Gualaceo Sporting Club, en la decimosexta fecha lograría la victoria por 2 a 1 como visitante frente al Club Atlético Santo Domingo, en penúltima fecha caería por 1 a 0 como visitante frente el Atlético Porteño y en la última fecha obtendría la victoria como local por 1 a 0 frente al América de Quito, finalizando la primera etapa El Nacional acabaría en el segundo lugar con 31 puntos en puestos de ascenso solo detrás del Cumbayá Fútbol Club que tenía 34 puntos.
En la Segunda Etapa, al empatar 1x1 ante Independiente Juniors en el último partido de la temporada, y la victoria del Gualaceo Sporting Club 1x0 ante el Atlético Santo Domingo, el Club Deportivo El Nacional no pudo conseguir su objetivo de ascender a la Serie A del 2022, quedándose en la Serie B de Ecuador una temporada más, y tercera temporada en la historia del club, en esta división.

#### 2022, Regreso a la Serie A y Clasificación a la Copa Libertadores por gol diferencia
Tras la no obtención del ascenso en el 2021, empezó su segunda temporada en la Serie B logrando el ascenso al derrotar al Libertad por 4-2, finalmente el equipo militar culminaría el año con una nueva victoria en la última fecha contra el Chacaritas y un pobre empate en la última fecha del cuadrangular semifinal contra el 9 de Octubre impidiendo su objetivo por clasificar a la final de la Copa Ecuador, además, el equipo militar clasificó a la Libertadores por gol diferencia al haber ocupado en tercer lugar de la Copa Ecuador.

#### 2024, El Nacional volvió a la gloria después de 18 años
En 2024, El Nacional rompió una sequía de títulos que se extendió por 18 años, al consagrarse campeón del torneo ecuatoriano de fútbol. Bajo la dirección técnica de Marcelo Zuleta, el equipo mostró un fútbol sólido, basado en la disciplina táctica y la explosión ofensiva de jugadores clave como Gabriel Cortez, Fidel Martínez y Jorge Ordóñez.
La temporada fue histórica. El Nacional culminó primero en la final de la Copa Ecuador tras derrotar a Baños Ciudad de Fuego, Deportivo Santo Domingo, Liga de Quito y Mushuc Runa, asegurando su clasificación a la gran final con un estilo de juego que combinó juventud y experiencia. 
En el partido de ida, jugado en La Cocha, El Nacional consiguió un importante ventaja gracias a dos goles de Jorge Ordóñez. En la vuelta, con un estadio Olímpico Atahualpa con más de 22 mil personas, el equipo militar se impuso 2-0, con goles de Gabriel Cortez y Jhonatan Borja, desatando la alegría de su hinchada.
El campeonato no solo significó el título número 15 para El Nacional, sino también la recuperación de un equipo que durante años trabajó para volver a ser protagonista del fútbol ecuatoriano. Este logró fue acompañado por la destacada actuación de sus canteranos y la consolidación de figuras nacionales que llevaron al club a la cima nuevamente.

## Dirigencia
El Nacional ha tenido 35 presidentes en su historia, siendo el primer presidente del club el Crnl. Enrique Navarrete. El conjunto militar, a lo largo de su vida institucional, ha tenido varios presidentes destacados, entre ellos se encuentran el Gral. Hugo Enderica y el Brig. Rodrigo Bohórquez, quienes son los presidentes que más ocasiones han ocupado el cargo con 4 años cada uno, el Crnl. Emilio Suárez y el Gral. Luis Piñeiros, únicos en conseguir más de un título con dos para cada uno.
El presidente del Club Deportivo El Nacional es el Ing. Marco Vinicio Pazos León que en tan solo 8 meses de gestión frente al Club, lo saca campeón de la Copa Ecuador 2024 y lo clasifica a la Copa Libertadores 2025, Super Copa Ecuador 2025. Este año también adquirió el equipo Panamericana PSD que juega en la latacunga con el que salió campeón de la segunda categoría de Cotopaxi y está clasificado para jugar Copa Ecuador 2025.

### Presidentes campeones
| N.° | Presidente               | Período           | Títulos                   |
| --- | ------------------------ | ----------------- | ------------------------- |
| 1   | Crnl. Antonio Andrade    | 1967-1968.        | Serie A 1967              |
| 2   | Gral. Hugo Enderica      | 1970 y 1972-1974. | Serie A 1973              |
| 3   | Crnl. Emilio Suárez      | 1976-1977.        | Serie A 1976 Serie A 1977 |
| 4   | Gral. Germánico Paredes  | 1978-1979.        | Serie A 1978              |
| 5   | Gral. Luis Piñeiros      | 1982-1983.        | Serie A 1982 Serie A 1983 |
| 6   | Alm. Aníbal Carrillo     | 1984.             | Serie A 1984              |
| 7   | Crnl. Galo Merizalde     | 1985-1986.        | Serie A 1986              |
| 8   | Gral. Santiago Egas      | 1991-1992.        | Serie A 1992              |
| 9   | Gral. Patricio Núñez     | 1995-1997.        | Serie A 1996              |
| 10  | Grab. Tito Manjarrez     | 2005.             | Serie A 2005-C            |
| 11  | Brig. Rodrigo Bohórquez  | 2006-2009.        | Serie A 2006              |
| 12  | Ing. Marco Vinicio Pazos | 2024-presente.    | Copa Ecuador 2024         |

### Comisión directiva actual
| Comisión directiva |
| |
| - Presidente: Ing. Marco Vinicio Pazos - 1.° Vicepresidente: Gral. Ricardo Cajas - 2.° Vicepresidente: Gral. Manolo Hernández - Gerente Administrativo: Ing. Hugo Guerrón - Gerente Deportivo: Mayor. Diego Cuvi - Gerente Financiero: Ing. Francisco Zurita - Secretario General: Subp. Santiago Caravjal |
| |

## Símbolos

### Himno
El himno oficial del Club Deportivo El Nacional fue creado en 1967. Su letra es de autoría del poeta Remigio Romero y Cordero; y su música del maestro Ángel Rivadeneira Pérez.

### Bandera
La bandera del Club Deportivo El Nacional es de color gris, cruzada diagonalmente de derecha a izquierda por una franja de tres colores: rojo, azul marino y celeste; que representan a las tres ramas de las Fuerzas Armadas del Ecuador: el Ejército, la Armada y la Fuerza Aérea; teniendo en el centro el escudo del club.

### Escudo
El escudo del Club Deportivo El Nacional lleva los colores de la bandera ecuatoriana; amarillo, azul y rojo; un balón para representar el principal deporte de la institución y la letra N, en alusión al nombre del club. También posee 13 estrellas doradas en su parte superior, que representan los campeonatos.

## Uniforme
- Uniforme titular: Camiseta roja con una franja diagonal (azul y celeste), pantalón rojo, medias rojas.
- Uniforme alterno: Camiseta gris con una franja diagonal (roja, celeste y azul), pantalón rojo o azul, medias rojas o azules.

### Evolución del uniforme titular
| 1964 - 1966 | 1967        | 1968 - 1969 | 1970 - 1971 | 1972 - 1974 | 1975        | 1976 - 1979 |
| 1980 - 1981 | 1982 - 1986 | 1987        | 1988 - 1991 | 1992 - 1994 | 1994 - 1995 | 1996        |
| 1997        | 1998        | 1999 - 2000 | 2001        | 2002        | 2003        | 2004        |
| 2005        | 2006        | 2007        | 2008        | 2009        | 2010        | 2011        |
| 2012        | 2013        | 2014        | 2015        | 2016        | 2017        | 2018        |

| 2019 | 2020 | 2021 | 2022 | 2023 | 2024-I | 2024-II |

### Evolución del uniforme alterno
| 2006 | 2007 | 2008 | 2010 | 2011 | 2012 | 2013 |
| 2014 | 2015 | 2016 | 2017 | 2018 | 2019 | 2020 |

| 2021 | 2022 | 2023 | 2024 |

### Evolución del tercer uniforme
| 2019 | 2020 | 2022 | 2023 | 2024 |

### Modelos especiales
| Copa Libertadores 2007 | Copa Libertadores 2012 | Especial 50.º aniversario del club | Copa Sudamericana 2018 | Copa Ecuador 2022 y Serie B de Ecuador 2022 |

### Auspiciantes
| Indumentaria  |           |
| Período       | Proveedor |
| 1992-1993     | Credeport |
| 1994          |           |
| 1995          |           |
| 1996-2000     |           |
| 2001-2004     |           |
| 2005-2006     |           |
| 2007-presente |           |

| Patrocinador           |                         |
| Período                | Patrocinador oficial    |
| 1992                   | TAME                    |
| 1993                   | Ecuatoriana de Aviación |
| 1993-1994              | SICO                    |
| 1995-1998              | Pepsi                   |
| 1999-2003              | Pilsener                |
| Copa Libertadores 2004 | Gamavisión              |
| 2004-2006              | Pilsener                |
| 2007-2008              | ANDEC                   |
| 2009                   | Pilsener                |
| 2010                   | Unicef                  |
| 2011-2013              | ANDEC                   |
| 2014-2016              | Pilsener                |
| 2017                   | ANDEC                   |
| 2018-2024              | Banco General Rumiñahui |
| 2024                   | Incoreacables           |
| 2025-presente          | ANDEC                   |

## Estadio

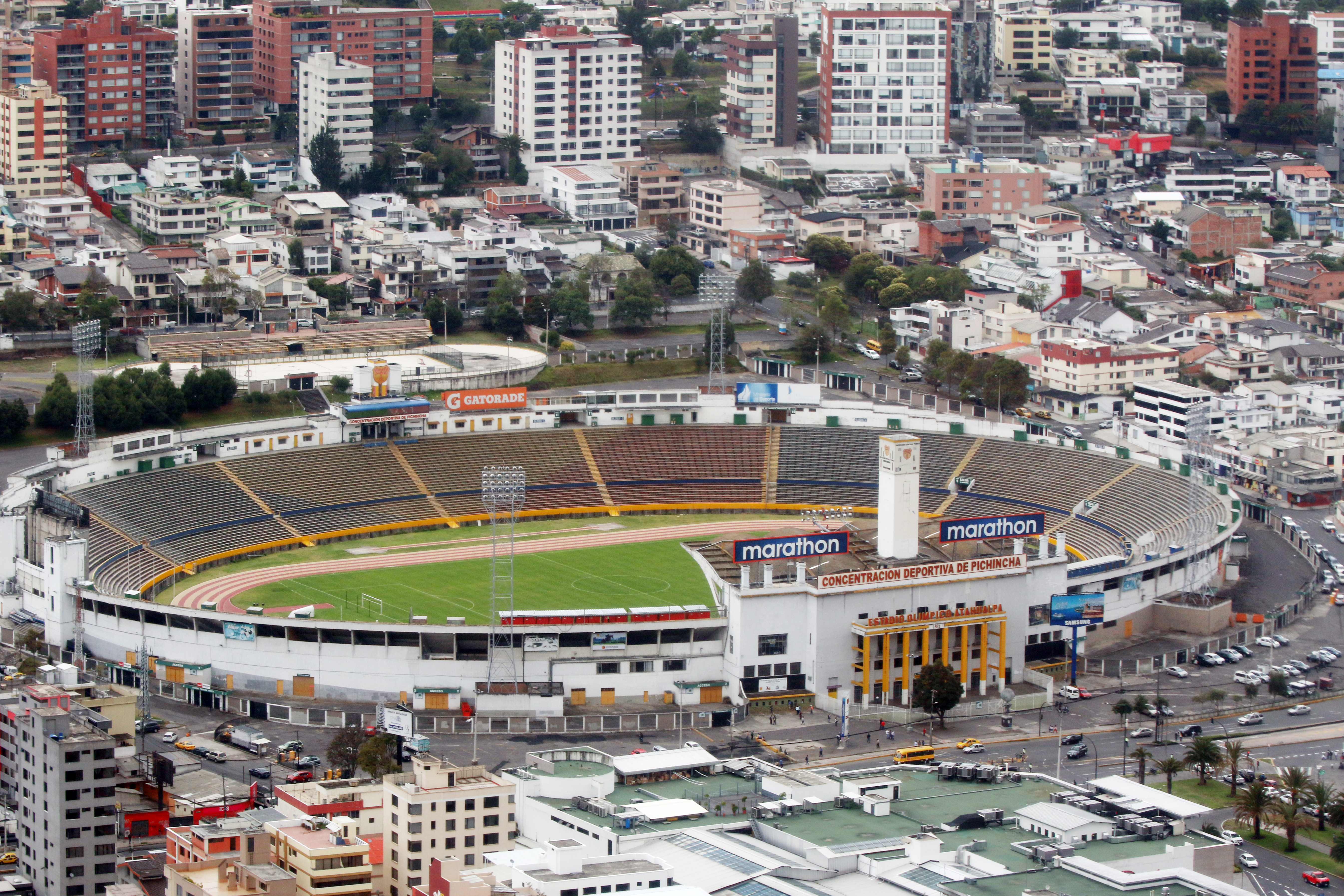
Estadio Olímpico Atahualpa, "el Coloso del Batán".

### Estadio Olímpico Atahualpa
El Estadio Olímpico Atahualpa es el estadio donde juega de local el Club Deportivo El Nacional. Es un escenario deportivo ubicado en la avenida 6 de Diciembre y Naciones Unidas, en el sector de El Batán, al norte de la ciudad de Quito, a 2780 m s. n. m. Inaugurado oficialmente el 25 de noviembre de 1951, posee una capacidad actual de 35.258 espectadores, aunque inicialmente su aforo era de 45.000 personas, fue el escenario deportivo más grande del país, hasta la apertura del Estadio Monumental Isidro Romero Carbo de Guayaquil en 1987; actualmente es el quinto estadio más grande del país y el segundo de la urbe, además de la cancha de fútbol, posee una pista atlética e instalaciones para otras disciplinas deportivas. Es administrado por la Concentración Deportiva de Pichincha, gracias a la concesión del escenario por parte del Municipio del Distrito Metropolitano de Quito. 
El estadio Olímpico Atahualpa, además de ser utilizado para la práctica del fútbol, sirve también para competencias de atletismo nacionales e internacionales, e incluso para la realización de grandes espectáculos artísticos. Aquí juega de local la Selección Ecuatoriana de Fútbol masculino, la Selección Ecuatoriana de Fútbol femenino, así como varios equipos quiteños: Cumbayá Fútbol Club, El Nacional y Universidad Católica de la Serie A, así como América de Quito y Cuniburo de la Serie B y Deportivo Quito de la Segunda Categoría.
Como estadio alternativo para los partidos de local se utiliza el Estadio Olímpico Guillermo Albornoz, ubicado en la ciudad de Cayambe, el cual es de propiedad de la Liga Deportiva Cantonal de Cayambe.  

## Instalaciones

### Complejo El Sauce
En los años 80, el contralmirante Raul Jaramillo del Castillo, expresidente del club, y su directiva comenzaron el proyecto de la construcción de un centro de entrenamiento en el sector de El Sauce en Tumbaco. Actualmente el Complejo posee 3 canchas profesionales y 3 canchas destinadas para usos varios, área de entretenimiento, baños jacuzzi y piscina para el uso de los jugadores del primer plantel del club. Además, a nivel deportivo, el equipo profesional dispone de un Centro de Alto Rendimiento, con canchas reglamentarias exclusivas para sus prácticas, gimnasio, centros de fisioterapia, cuartos de recuperación muscular, mientras los chicos de las divisiones formativas disponen de una cancha reglamentaria y un casa club.

## Hinchada
En el año 2010, la empresa EUFRAL realizó una encuesta, las cuales reflejaron resultados donde el club cuenta con un 9,18% de aceptación a nivel nacional y con un 23% de aceptación en la ciudad de Quito.
La barra brava del club es la Marea Roja, que se ubica en la General Sur del Estadio Olímpico Atahualpa. Fue fundada el 20 de junio de 2009 y antes hubo la mejor barra de El Nacional que fue la Bi Tri, llamada así por sus dos Tri Campeonatos 1976 - 1977 - 1978 y 1982 - 1983 - 1984.

## Rivalidades

### Rivalidad con Liga Deportiva Universitaria
El Nacional y Liga de Quito protagonizan el partido de los equipos quiteños con más títulos nacionales, ambos con 13 títulos. El primer partido fue en 1964 el cual terminó con una victoria de El Nacional por 1-0. Ambos equipos disputaron las finales de 1974 y 1999 por campeonato nacional, así como un enfrentamiento reciente en la Supercopa Ecuador 2025, resultando Liga de Quito campeón en todas ellas.

### Rivalidad con Barcelona Sporting Club
Otra rivalidad importante es frente al Barcelona Sporting Club, contra quienes disputaron las finales de 1982 y 1992 por campeonato nacional, resultando El Nacional campeón en ambas ocasiones. Este encuentro es el que más veces se ha repetido en la historia del campeonato ecuatoriano, siendo El Nacional junto con Gualaceo quienes superan en triunfos al conjunto canario.

### Rivalidad con Club Sport Emelec
El Nacional y Emelec han protagonizado una rivalidad histórica en el fútbol ecuatoriano, marcada por partidos decisivos y momentos determinantes para ambos clubes. Uno de los duelos más recordados fue la final del campeonato nacional de 1996, en la que El Nacional se consagró campeón con un marcador global de 4-1 sobre Emelec. Este enfrentamiento consolidó la rivalidad, dándole un matiz competitivo más allá de la geografía Quito-Guayaquil. Otro hecho especialmente recordado es el partido del 26 de noviembre de 1980, cuando El Nacional venció a Emelec por 3-0 en Quito, resultado que, combinado con otros marcadores, terminó por condenar al cuadro eléctrico al descenso a la Serie B por primera vez en su historia. En 2001, Emelec tomaría revancha al derrotar 1-0 a El Nacional en la última fecha del campeonato nacional, consiguiendo el título en casa y consagrándose campeón tras una temporada muy competitiva. Este tipo de encuentros han alimentado una rivalidad que, aunque no es catalogada como un clásico tradicional, sigue siendo una de las más intensas del país.

## Datos del club
- Puesto histórico: 3.º[44]
- Temporadas en Serie A: 60 (1964-1979-I, 1980-2020, 2023-presente).[45]
- Temporadas en Serie B: 3 (1979-II, 2021-2022).[45]
- Mejor puesto en la liga: 1.º (13 veces).
- Peor puesto en la liga: 16.º (2020).
- Mayor goleada a favor en torneos nacionales:
  - 9 - 0 contra U. D. Valdez (10 de septiembre de 1978).[46]
  - 9 - 0 contra Juventus de Esmeraldas (14 de julio de 1990).[47]
- Mayor goleada a favor en torneos internacionales:
  - 6 - 1 contra Nacional Potosí  de Bolivia (9 de febrero de 2023) (Copa Libertadores 2023).[48]
- Mayor goleada en contra en torneos nacionales:
  - 7 - 0 contra Liga de Quito (19 de junio de 2005).[49]
- Mayor goleada en contra en torneos internacionales:
  - 7 - 0 contra Palmeiras de Brasil (4 de abril de 1995) (Copa Libertadores 1995).[50]
- Máximo goleador histórico: Fabián Paz y Miño (163 goles anotados en partidos oficiales).
- Máximo goleador en torneos nacionales: Fabián Paz y Miño (155 goles).[51]
- Máximo goleador en torneos internacionales: Ebelio Ordóñez (21 goles).
- Primer partido en torneos nacionales:
  - América de Ambato 1 - 2 El Nacional (29 de noviembre de 1964 en el Estadio Bellavista).[52]
- Primer partido en torneos internacionales:
  - Emelec 0 - 0 El Nacional (4 de febrero de 1968 en el Estadio Modelo Alberto Spencer) (Copa Libertadores 1968).[53]

### Participaciones internacionales
| Competición                | Edición |
| -------------------------- | --- |
| Conmebol Libertadores (27) | 1968, 1973, 1974, 1975, 1977, 1978, 1979, 1983, 1984, 1985, 1987, 1993, 1995, 1997, 2000, 2001, 2002, 2003, 2004, 2006, 2007, 2009, 2012, 2017, 2023, 2024, 2025. |
| Conmebol Sudamericana (5)  | 2005, 2006, 2007, 2018, 2020. |
| Copa Merconorte (3)        | 1998, 1999, 2000. |
| Copa Conmebol (2)          | 1992, 1994. |
| Copa Ganadores de Copa (1) | 1970. |

Nota: En negrita competiciones vigentes en la actualidad.
| Conmebol Libertadores             | Conmebol Libertadores | Conmebol Libertadores | Conmebol Libertadores | Conmebol Libertadores | Conmebol Libertadores | Conmebol Libertadores | Conmebol Libertadores | Conmebol Libertadores                             |
| Edición                           | Ronda                 | PJ                    | PG                    | PE                    | PP                    | GF                    | GC                    | Goleador                                          |
| --------------------------------- | --------------------- | --------------------- | --------------------- | --------------------- | --------------------- | --------------------- | --------------------- | ------------------------------------------------- |
| Copa de Campeones de América 1960 | Ecuador no participó  | Ecuador no participó  | Ecuador no participó  | Ecuador no participó  | Ecuador no participó  | Ecuador no participó  | Ecuador no participó  | Ecuador no participó                              |
| Copa de Campeones de América 1961 | No se clasificó       | No se clasificó       | No se clasificó       | No se clasificó       | No se clasificó       | No se clasificó       | No se clasificó       | No se clasificó                                   |
| Copa de Campeones de América 1962 | No se clasificó       | No se clasificó       | No se clasificó       | No se clasificó       | No se clasificó       | No se clasificó       | No se clasificó       | No se clasificó                                   |
| Copa de Campeones de América 1963 | No se clasificó       | No se clasificó       | No se clasificó       | No se clasificó       | No se clasificó       | No se clasificó       | No se clasificó       | No se clasificó                                   |
| Copa de Campeones de América 1964 | No se clasificó       | No se clasificó       | No se clasificó       | No se clasificó       | No se clasificó       | No se clasificó       | No se clasificó       | No se clasificó                                   |
| Copa Libertadores 1965            | No se clasificó       | No se clasificó       | No se clasificó       | No se clasificó       | No se clasificó       | No se clasificó       | No se clasificó       | No se clasificó                                   |
| Copa Libertadores 1966            | No se clasificó       | No se clasificó       | No se clasificó       | No se clasificó       | No se clasificó       | No se clasificó       | No se clasificó       | No se clasificó                                   |
| Copa Libertadores 1967            | No se clasificó       | No se clasificó       | No se clasificó       | No se clasificó       | No se clasificó       | No se clasificó       | No se clasificó       | No se clasificó                                   |
| Copa Libertadores 1968            | Fase de grupos        | 6                     | 2                     | 1                     | 3                     | 5                     | 6                     | Tom Rodríguez: 3                                  |
| Copa Libertadores 1969            | No se clasificó       | No se clasificó       | No se clasificó       | No se clasificó       | No se clasificó       | No se clasificó       | No se clasificó       | No se clasificó                                   |
| Copa Libertadores 1970            | No se clasificó       | No se clasificó       | No se clasificó       | No se clasificó       | No se clasificó       | No se clasificó       | No se clasificó       | No se clasificó                                   |
| Copa Libertadores 1971            | No se clasificó       | No se clasificó       | No se clasificó       | No se clasificó       | No se clasificó       | No se clasificó       | No se clasificó       | No se clasificó                                   |
| Copa Libertadores 1972            | No se clasificó       | No se clasificó       | No se clasificó       | No se clasificó       | No se clasificó       | No se clasificó       | No se clasificó       | No se clasificó                                   |
| Copa Libertadores 1973            | Fase de grupos        | 6                     | 2                     | 1                     | 3                     | 5                     | 10                    | Ítalo Estupiñán: 4                                |
| Copa Libertadores 1974            | Fase de grupos        | 6                     | 3                     | 2                     | 1                     | 9                     | 3                     | Ítalo Estupiñán: 4                                |
| Copa Libertadores 1975            | Fase de grupos        | 6                     | 1                     | 2                     | 3                     | 8                     | 11                    | Félix Lasso: 3                                    |
| Copa Libertadores 1976            | No se clasificó       | No se clasificó       | No se clasificó       | No se clasificó       | No se clasificó       | No se clasificó       | No se clasificó       | No se clasificó                                   |
| Copa Libertadores 1977            | Fase de grupos        | 6                     | 3                     | 1                     | 2                     | 6                     | 6                     | Vinicio Ron: 3                                    |
| Copa Libertadores 1978            | Fase de grupos        | 6                     | 1                     | 1                     | 4                     | 6                     | 10                    | Fausto Correa y Luis Granda: 2                    |
| Copa Libertadores 1979            | Fase de grupos        | 6                     | 2                     | 1                     | 3                     | 6                     | 10                    | Vinicio Ron: 3                                    |
| Copa Libertadores 1980            | No se clasificó       | No se clasificó       | No se clasificó       | No se clasificó       | No se clasificó       | No se clasificó       | No se clasificó       | No se clasificó                                   |
| Copa Libertadores 1981            | No se clasificó       | No se clasificó       | No se clasificó       | No se clasificó       | No se clasificó       | No se clasificó       | No se clasificó       | No se clasificó                                   |
| Copa Libertadores 1982            | No se clasificó       | No se clasificó       | No se clasificó       | No se clasificó       | No se clasificó       | No se clasificó       | No se clasificó       | No se clasificó                                   |
| Copa Libertadores 1983            | Fase de grupos        | 6                     | 3                     | 1                     | 2                     | 7                     | 4                     | Gonzalo Cajas: 2                                  |
| Copa Libertadores 1984            | Fase de grupos        | 6                     | 3                     | 2                     | 1                     | 12                    | 6                     | Roque Valencia: 5                                 |
| Copa Libertadores 1985            | Semifinal             | 10                    | 7                     | 1                     | 2                     | 17                    | 11                    | Geovanny Mera: 8                                  |
| Copa Libertadores 1986            | No se clasificó       | No se clasificó       | No se clasificó       | No se clasificó       | No se clasificó       | No se clasificó       | No se clasificó       | No se clasificó                                   |
| Copa Libertadores 1987            | Fase de grupos        | 6                     | 3                     | 0                     | 3                     | 12                    | 7                     | Ermen Benítez: 4                                  |
| Copa Libertadores 1988            | No se clasificó       | No se clasificó       | No se clasificó       | No se clasificó       | No se clasificó       | No se clasificó       | No se clasificó       | No se clasificó                                   |
| Copa Libertadores 1989            | No se clasificó       | No se clasificó       | No se clasificó       | No se clasificó       | No se clasificó       | No se clasificó       | No se clasificó       | No se clasificó                                   |
| Copa Libertadores 1990            | No se clasificó       | No se clasificó       | No se clasificó       | No se clasificó       | No se clasificó       | No se clasificó       | No se clasificó       | No se clasificó                                   |
| Copa Libertadores 1991            | No se clasificó       | No se clasificó       | No se clasificó       | No se clasificó       | No se clasificó       | No se clasificó       | No se clasificó       | No se clasificó                                   |
| Copa Libertadores 1992            | No se clasificó       | No se clasificó       | No se clasificó       | No se clasificó       | No se clasificó       | No se clasificó       | No se clasificó       | No se clasificó                                   |
| Copa Libertadores 1993            | Octavos de final      | 8                     | 4                     | 0                     | 4                     | 12                    | 15                    | Luis Chérrez: 5                                   |
| Copa Libertadores 1994            | No se clasificó       | No se clasificó       | No se clasificó       | No se clasificó       | No se clasificó       | No se clasificó       | No se clasificó       | No se clasificó                                   |
| Copa Libertadores 1995            | Fase de grupos        | 6                     | 1                     | 1                     | 4                     | 3                     | 14                    | Carlos Vernaza: 2                                 |
| Copa Libertadores 1996            | No se clasificó       | No se clasificó       | No se clasificó       | No se clasificó       | No se clasificó       | No se clasificó       | No se clasificó       | No se clasificó                                   |
| Copa Libertadores 1997            | Octavos de final      | 8                     | 4                     | 0                     | 4                     | 7                     | 9                     | Cléber Chalá: 3                                   |
| Copa Libertadores 1998            | No se clasificó       | No se clasificó       | No se clasificó       | No se clasificó       | No se clasificó       | No se clasificó       | No se clasificó       | No se clasificó                                   |
| Copa Libertadores 1999            | No se clasificó       | No se clasificó       | No se clasificó       | No se clasificó       | No se clasificó       | No se clasificó       | No se clasificó       | No se clasificó                                   |
| Copa Libertadores 2000            | Octavos de final      | 8                     | 3                     | 2                     | 3                     | 13                    | 12                    | Cléber Chalá y Diego Herrera: 3                   |
| Copa Libertadores 2001            | Octavos de final      | 8                     | 3                     | 0                     | 5                     | 10                    | 15                    | Diego Herrera: 4                                  |
| Copa Libertadores 2002            | Octavos de final      | 8                     | 4                     | 1                     | 3                     | 10                    | 8                     | Ebelio Ordóñez: 4                                 |
| Copa Libertadores 2003            | Fase de grupos        | 6                     | 1                     | 3                     | 2                     | 4                     | 6                     | Carlos Gruezo: 3                                  |
| Copa Libertadores 2004            | Fase de grupos        | 6                     | 1                     | 2                     | 3                     | 6                     | 9                     | Félix Borja: 4                                    |
| Copa Libertadores 2005            | No se clasificó       | No se clasificó       | No se clasificó       | No se clasificó       | No se clasificó       | No se clasificó       | No se clasificó       | No se clasificó                                   |
| Copa Libertadores 2006            | Fase de grupos        | 6                     | 1                     | 3                     | 2                     | 8                     | 10                    | Félix Borja: 5                                    |
| Copa Libertadores 2007            | Fase de grupos        | 6                     | 0                     | 1                     | 5                     | 4                     | 11                    | Walter Calderón: 2                                |
| Copa Libertadores 2008            | No se clasificó       | No se clasificó       | No se clasificó       | No se clasificó       | No se clasificó       | No se clasificó       | No se clasificó       | No se clasificó                                   |
| Copa Libertadores 2009            | Primera fase          | 2                     | 0                     | 1                     | 1                     | 3                     | 8                     | Marwin Pita, Jorge Ladines y Edmundo Zura: 1      |
| Copa Libertadores 2010            | No se clasificó       | No se clasificó       | No se clasificó       | No se clasificó       | No se clasificó       | No se clasificó       | No se clasificó       | No se clasificó                                   |
| Copa Libertadores 2011            | No se clasificó       | No se clasificó       | No se clasificó       | No se clasificó       | No se clasificó       | No se clasificó       | No se clasificó       | No se clasificó                                   |
| Copa Libertadores 2012            | Primera fase          | 2                     | 1                     | 0                     | 1                     | 2                     | 4                     | Juan Anangonó y Paúl Minda: 1                     |
| Copa Libertadores 2013            | No se clasificó       | No se clasificó       | No se clasificó       | No se clasificó       | No se clasificó       | No se clasificó       | No se clasificó       | No se clasificó                                   |
| Copa Libertadores 2014            | No se clasificó       | No se clasificó       | No se clasificó       | No se clasificó       | No se clasificó       | No se clasificó       | No se clasificó       | No se clasificó                                   |
| Copa Libertadores 2015            | No se clasificó       | No se clasificó       | No se clasificó       | No se clasificó       | No se clasificó       | No se clasificó       | No se clasificó       | No se clasificó                                   |
| Copa Libertadores 2016            | No se clasificó       | No se clasificó       | No se clasificó       | No se clasificó       | No se clasificó       | No se clasificó       | No se clasificó       | No se clasificó                                   |
| Conmebol Libertadores 2017        | Segunda fase          | 2                     | 0                     | 1                     | 1                     | 2                     | 3                     | Félix Borja y Bryan De Jesús: 1                   |
| Conmebol Libertadores 2018        | No se clasificó       | No se clasificó       | No se clasificó       | No se clasificó       | No se clasificó       | No se clasificó       | No se clasificó       | No se clasificó                                   |
| Conmebol Libertadores 2019        | No se clasificó       | No se clasificó       | No se clasificó       | No se clasificó       | No se clasificó       | No se clasificó       | No se clasificó       | No se clasificó                                   |
| Conmebol Libertadores 2020        | No se clasificó       | No se clasificó       | No se clasificó       | No se clasificó       | No se clasificó       | No se clasificó       | No se clasificó       | No se clasificó                                   |
| Conmebol Libertadores 2021        | No se clasificó       | No se clasificó       | No se clasificó       | No se clasificó       | No se clasificó       | No se clasificó       | No se clasificó       | No se clasificó                                   |
| Conmebol Libertadores 2022        | No se clasificó       | No se clasificó       | No se clasificó       | No se clasificó       | No se clasificó       | No se clasificó       | No se clasificó       | No se clasificó                                   |
| Conmebol Libertadores 2023        | Segunda fase          | 4                     | 2                     | 1                     | 1                     | 12                    | 6                     | Jorge Ordóñez, Ronie Carrillo y Byron Palacios: 2 |
| Conmebol Libertadores 2024        | Segunda fase          | 2                     | 0                     | 1                     | 1                     | 1                     | 2                     | Tomson Minda: 1                                   |
| Conmebol Libertadores 2025        | Segunda fase          | 4                     | 1                     | 1                     | 2                     | 5                     | 6                     | Jawer Guisamano, Ángel Ledesma: 2                 |
| Total                             |                       | 156                   | 56                    | 31                    | 69                    | 195                   | 222                   | José Villafuerte, Cléber Chalá y Félix Borja: 10  |

| Conmebol Sudamericana      | Conmebol Sudamericana | Conmebol Sudamericana | Conmebol Sudamericana | Conmebol Sudamericana | Conmebol Sudamericana | Conmebol Sudamericana | Conmebol Sudamericana | Conmebol Sudamericana              |
| Edición                    | Ronda                 | PJ                    | PG                    | PE                    | PP                    | GF                    | GC                    | Goleador                           |
| -------------------------- | --------------------- | --------------------- | --------------------- | --------------------- | --------------------- | --------------------- | --------------------- | ---------------------------------- |
| Copa Sudamericana 2002     | No se clasificó       | No se clasificó       | No se clasificó       | No se clasificó       | No se clasificó       | No se clasificó       | No se clasificó       | No se clasificó                    |
| Copa Sudamericana 2003     | No se clasificó       | No se clasificó       | No se clasificó       | No se clasificó       | No se clasificó       | No se clasificó       | No se clasificó       | No se clasificó                    |
| Copa Sudamericana 2004     | No se clasificó       | No se clasificó       | No se clasificó       | No se clasificó       | No se clasificó       | No se clasificó       | No se clasificó       | No se clasificó                    |
| Copa Sudamericana 2005     | Fase preliminar       | 2                     | 1                     | 0                     | 1                     | 5                     | 5                     | David Quiroz: 2                    |
| Copa Sudamericana 2006     | Octavos de final      | 6                     | 3                     | 1                     | 2                     | 9                     | 8                     | Ebelio Ordóñez: 3                  |
| Copa Sudamericana 2007     | Octavos de final      | 6                     | 5                     | 0                     | 1                     | 10                    | 3                     | Ebelio Ordóñez: 5                  |
| Copa Sudamericana 2008     | No se clasificó       | No se clasificó       | No se clasificó       | No se clasificó       | No se clasificó       | No se clasificó       | No se clasificó       | No se clasificó                    |
| Copa Sudamericana 2009     | No se clasificó       | No se clasificó       | No se clasificó       | No se clasificó       | No se clasificó       | No se clasificó       | No se clasificó       | No se clasificó                    |
| Copa Sudamericana 2010     | No se clasificó       | No se clasificó       | No se clasificó       | No se clasificó       | No se clasificó       | No se clasificó       | No se clasificó       | No se clasificó                    |
| Copa Sudamericana 2011     | No se clasificó       | No se clasificó       | No se clasificó       | No se clasificó       | No se clasificó       | No se clasificó       | No se clasificó       | No se clasificó                    |
| Copa Sudamericana 2012     | No se clasificó       | No se clasificó       | No se clasificó       | No se clasificó       | No se clasificó       | No se clasificó       | No se clasificó       | No se clasificó                    |
| Copa Sudamericana 2013     | No se clasificó       | No se clasificó       | No se clasificó       | No se clasificó       | No se clasificó       | No se clasificó       | No se clasificó       | No se clasificó                    |
| Copa Sudamericana 2014     | No se clasificó       | No se clasificó       | No se clasificó       | No se clasificó       | No se clasificó       | No se clasificó       | No se clasificó       | No se clasificó                    |
| Copa Sudamericana 2015     | No se clasificó       | No se clasificó       | No se clasificó       | No se clasificó       | No se clasificó       | No se clasificó       | No se clasificó       | No se clasificó                    |
| Copa Sudamericana 2016     | No se clasificó       | No se clasificó       | No se clasificó       | No se clasificó       | No se clasificó       | No se clasificó       | No se clasificó       | No se clasificó                    |
| Conmebol Sudamericana 2017 | No se clasificó       | No se clasificó       | No se clasificó       | No se clasificó       | No se clasificó       | No se clasificó       | No se clasificó       | No se clasificó                    |
| Conmebol Sudamericana 2018 | Segunda fase          | 4                     | 2                     | 1                     | 1                     | 5                     | 5                     | Daniel Angulo: 2                   |
| Conmebol Sudamericana 2019 | No se clasificó       | No se clasificó       | No se clasificó       | No se clasificó       | No se clasificó       | No se clasificó       | No se clasificó       | No se clasificó                    |
| Conmebol Sudamericana 2020 | Primera fase          | 2                     | 0                     | 1                     | 1                     | 2                     | 3                     | Hólger Matamoros y Felipe Mejía: 1 |
| Conmebol Sudamericana 2021 | No se clasificó       | No se clasificó       | No se clasificó       | No se clasificó       | No se clasificó       | No se clasificó       | No se clasificó       | No se clasificó                    |
| Conmebol Sudamericana 2022 | No se clasificó       | No se clasificó       | No se clasificó       | No se clasificó       | No se clasificó       | No se clasificó       | No se clasificó       | No se clasificó                    |
| Conmebol Sudamericana 2023 | No se clasificó       | No se clasificó       | No se clasificó       | No se clasificó       | No se clasificó       | No se clasificó       | No se clasificó       | No se clasificó                    |
| Conmebol Sudamericana 2024 | No se clasificó       | No se clasificó       | No se clasificó       | No se clasificó       | No se clasificó       | No se clasificó       | No se clasificó       | No se clasificó                    |
| Conmebol Sudamericana 2025 | No se clasificó       | No se clasificó       | No se clasificó       | No se clasificó       | No se clasificó       | No se clasificó       | No se clasificó       | No se clasificó                    |
| Total                      |                       | 20                    | 11                    | 3                     | 6                     | 31                    | 24                    | Ebelio Ordóñez: 8                  |

| Copa Merconorte      | Copa Merconorte | Copa Merconorte | Copa Merconorte | Copa Merconorte | Copa Merconorte | Copa Merconorte | Copa Merconorte | Copa Merconorte                                |
| Edición              | Ronda           | PJ              | PG              | PE              | PP              | GF              | GC              | Goleador                                       |
| -------------------- | --------------- | --------------- | --------------- | --------------- | --------------- | --------------- | --------------- | ---------------------------------------------- |
| Copa Merconorte 1998 | Semifinal       | 8               | 4               | 1               | 3               | 9               | 9               | Héctor Ferri: 4                                |
| Copa Merconorte 1999 | Fase de grupos  | 6               | 2               | 1               | 3               | 10              | 14              | Diego Herrera, Héctor Ferri, Pedro Valencia: 2 |
| Copa Merconorte 2000 | Fase de grupos  | 6               | 2               | 3               | 1               | 7               | 6               | Ebelio Ordóñez: 3                              |
| Copa Merconorte 2001 | No se clasificó | No se clasificó | No se clasificó | No se clasificó | No se clasificó | No se clasificó | No se clasificó | No se clasificó                                |
| Total                |                 | 20              | 8               | 5               | 7               | 26              | 29              | Héctor Ferri: 6                                |

| Copa Conmebol      | Copa Conmebol    | Copa Conmebol   | Copa Conmebol   | Copa Conmebol   | Copa Conmebol   | Copa Conmebol   | Copa Conmebol   | Copa Conmebol   |
| Edición            | Ronda            | PJ              | PG              | PE              | PP              | GF              | GC              | Goleador        |
| ------------------ | ---------------- | --------------- | --------------- | --------------- | --------------- | --------------- | --------------- | --------------- |
| Copa Conmebol 1992 | Semifinal        | 6               | 4               | 0               | 2               | 11              | 6               | Cléber Chalá: 5 |
| Copa Conmebol 1993 | No se clasificó  | No se clasificó | No se clasificó | No se clasificó | No se clasificó | No se clasificó | No se clasificó | No se clasificó |
| Copa Conmebol 1994 | Octavos de final | 2               | 0               | 0               | 2               | 1               | 3               | Cléber Chalá: 1 |
| Copa Conmebol 1995 | No se clasificó  | No se clasificó | No se clasificó | No se clasificó | No se clasificó | No se clasificó | No se clasificó | No se clasificó |
| Copa Conmebol 1996 | No se clasificó  | No se clasificó | No se clasificó | No se clasificó | No se clasificó | No se clasificó | No se clasificó | No se clasificó |
| Copa Conmebol 1997 | No se clasificó  | No se clasificó | No se clasificó | No se clasificó | No se clasificó | No se clasificó | No se clasificó | No se clasificó |
| Copa Conmebol 1998 | No se clasificó  | No se clasificó | No se clasificó | No se clasificó | No se clasificó | No se clasificó | No se clasificó | No se clasificó |
| Copa Conmebol 1999 | No se clasificó  | No se clasificó | No se clasificó | No se clasificó | No se clasificó | No se clasificó | No se clasificó | No se clasificó |
| Total              |                  | 8               | 4               | 0               | 4               | 12              | 9               | Cléber Chalá: 6 |

| Copa Ganadores de Copa             | Copa Ganadores de Copa | Copa Ganadores de Copa | Copa Ganadores de Copa | Copa Ganadores de Copa | Copa Ganadores de Copa | Copa Ganadores de Copa | Copa Ganadores de Copa | Copa Ganadores de Copa |
| Edición                            | Ronda                  | PJ                     | PG                     | PE                     | PP                     | GF                     | GC                     | Goleador               |
| ---------------------------------- | ---------------------- | ---------------------- | ---------------------- | ---------------------- | ---------------------- | ---------------------- | ---------------------- | ---------------------- |
| Recopa Sudamericana de Clubes 1970 | Subcampeón             | 4                      | 1                      | 2                      | 1                      | 4                      | 3                      |                        |
| Recopa Sudamericana de Clubes 1971 | No se clasificó        | No se clasificó        | No se clasificó        | No se clasificó        | No se clasificó        | No se clasificó        | No se clasificó        | No se clasificó        |
| Total                              |                        | 4                      | 1                      | 2                      | 1                      | 4                      | 3                      |                        |

### Resumen estadístico
- Última actualización: 2 de enero de 2024.

| Competición                        | Part | PJ   | PG   | PE  | PP  | GF   | GC   | DG   | PTS  | Mejor resultado  |
| ---------------------------------- | ---- | ---- | ---- | --- | --- | ---- | ---- | ---- | ---- | ---------------- |
| Torneos nacionales                 |      |      |      |     |     |      |      |      |      |                  |
| Campeonato Ecuatoriano de Fútbol*  | 56   | 2215 | 958  | 605 | 652 | 3478 | 2565 | +913 | 3474 | Campeón          |
| Copa Ecuador                       | 1    | 6    | 1    | 5   | 0   | 7    | 3    | +4   | 8    | Campeón          |
| Torneos internacionales            |      |      |      |     |     |      |      |      |      |                  |
| Conmebol Libertadores              | 24   | 146  | 53   | 28  | 65  | 177  | 208  | -31  | 187  | Semifinal        |
| Conmebol Sudamericana              | 5    | 20   | 11   | 3   | 6   | 31   | 24   | +7   | 36   | Octavos de final |
| Copa Merconorte                    | 3    | 20   | 8    | 5   | 7   | 26   | 29   | -3   | 29   | Semifinal        |
| Copa Conmebol                      | 2    | 8    | 4    | 0   | 4   | 12   | 9    | +3   | 12   | Semifinal        |
| Copa Ganadores de Copa             | 1    | 4    | 1    | 2   | 1   | 4    | 3    | +1   | 5    | Subcampeón       |
| Torneos provinciales               |      |      |      |     |     |      |      |      |      |                  |
| Campeonato Profesional Interandino | 4    | 62   | 25   | 19  | 18  | 92   | 77   | +15  | 69   | Subcampeón       |
| Total                              | 91   | 2481 | 1061 | 667 | 753 | 3827 | 2918 | +909 | 3845 | 15 títulos       |

* El Nacional perdió 3 puntos por usar un jugador inhabilitado en 2000, 1 punto por no presentar roles de pago a tiempo en 2015 y 1 punto por no presentar roles de pago a tiempo en 2019.

## Organigrama deportivo

### Plantilla 2025
- Última actualización: 11 de julio de 2025.

#### Altas y bajas primer semestre 2025
- Última actualización: 12 de febrero de 2025.

| Altas               |                |                       |
| Jugador             | Posición       | Procedencia           |
| Marco Montaño       | Defensa        | Mushuc Runa           |
| Luis Gómez          | Defensa        | Libertad              |
| Franklin Carabalí   | Defensa        | Estudiantes de Mérida |
| Andy Burbano        | Defensa        | Agente libre          |
| Édison Caicedo      | Centrocampista | Aucas                 |
| José Cevallos       | Centrocampista | Aktobe                |
| Jeison Chalá        | Delantero      | Agente libre          |
| Vilington Branda    | Delantero      | Deportivo Cuenca      |
| Jhon Jairo Cifuente | Delantero      | Agente libre          |
| Bryan de Jesús      | Delantero      | Agente libre          |
| Ángel Ledesma       | Delantero      | Los Chankas           |
| Bajas               |                |                       |
| Jugador             | Posición       | Destino               |
| Moisés Corozo       | Defensa        | Always Ready          |
| Kevin Peralta       | Defensa        | Mushuc Runa           |
| Daniel Patiño       | Defensa        | Aucas                 |
| Mario Pineida       | Defensa        | Barcelona             |
| Gabriel Cortez      | Centrocampista | Barcelona             |
| Luis Arce           | Centrocampista | Mushuc Runa           |
| Teddye Lara         | Centrocampista | Bandera de ?          |
| Tomson Minda        | Centrocampista | Real Tomayapo         |
| Elian Carabalí      | Delantero      | Real Tomayapo         |
| Jorge Ordóñez       | Delantero      | Técnico Universitario |
| Antony Cheré        | Delantero      | Macará                |
| Alejandro Cabeza    | Delantero      | Liga de Quito         |

### Goleadores

#### Máximos goleadores históricos
| N.° | Jugador           | Temporadas                        | Goles |
| --- | ----------------- | --------------------------------- | ----- |
| 1   | Fabián Paz y Miño | 1972-1988.                        | 163   |
| 2   | Ermen Benítez     | 1980-1986 y 1987-1990.            | 161   |
| 3   | Ebelio Ordóñez    | 1997-2004 y 2006-2007.            | 157   |
| 4   | José Villafuerte  | 1974-1988.                        | 132   |
| 5   | Cléber Chalá      | 1990-2001, 2002-2003 y 2005-2009. | 125   |
| 6   | Vinicio Ron       | 1972-1979.                        | 103   |

#### Goleadores en Campeonato Ecuatoriano de Fútbol
| N.° | Jugador           | Temporada | Goles |
| --- | ----------------- | --------- | ----- |
| 1   | Tom Rodríguez     | 1967      | 16    |
| 2   | Fabián Paz y Miño | 1977      | 27    |
| 3   | José Villafuerte  | 1982      | 25    |
| 4   | Ermen Benítez     | 1987      | 23    |
| 5   | Ermen Benítez     | 1989      | 23    |
| 6   | Ermen Benítez     | 1990      | 28    |
| 7   | Ebelio Ordóñez    | 2004      | 28    |

Fuente: RSSSF

#### Goleadores en Campeonato Interandino
| N.° | Jugador       | Temporada | Goles |
| --- | ------------- | --------- | ----- |
| 1   | Ricardo Reyes | 1964      | 7     |

Fuente: RSSSF

#### Goleadores en torneos internacionales
| N.° | Jugador      | Torneo                 | Goles |
| --- | ------------ | ---------------------- | ----- |
| 1   | Héctor Ferri | Copa Merconorte 1998   | 4     |
| 2   | Félix Borja  | Copa Libertadores 2006 | 5     |

### Convocados a Selecciones Nacionales

#### Copa Mundial de Fútbol
| N.° | Jugador           | Selección | Mundial                  |
| --- | ----------------- | --------- | ------------------------ |
| 1   | Johvani Ibarra    | Ecuador   | Corea del Sur-Japón 2002 |
| 2   | Juan Burbano      | Ecuador   | Corea del Sur-Japón 2002 |
| 3   | Cléber Chalá      | Ecuador   | Corea del Sur-Japón 2002 |
| 4   | Ángel Fernández   | Ecuador   | Corea del Sur-Japón 2002 |
| 5   | Jorge Guagua      | Ecuador   | Alemania 2006            |
| 6   | Segundo Castillo  | Ecuador   | Alemania 2006            |
| 7   | Christian Lara    | Ecuador   | Alemania 2006            |
| 8   | Christian Benítez | Ecuador   | Alemania 2006            |
| 9   | Félix Borja       | Ecuador   | Alemania 2006            |
| 10  | Adrián Bone       | Ecuador   | Brasil 2014              |

## Entrenadores
El primer técnico de El Nacional fue peludo Alcázar el segundo Entrenador el paraguayo José Ocampo, preparador físico Capitán Jorge Araque Picco,.A partir de allí vinieron varios técnicos, donde destacan el italiano Vessilio Bártoli, quien conseguiría el primer título nacional del equipo en 1967, Héctor Morales, Ernesto Guerra y Roberto Abrussezze, quienes consiguieron 3 títulos cada uno.
Hasta hace poco el club contaba con Edison Méndez como entrenador. Ahora cuenta el club con José Villafuerte como entrenador con el objetivo de salvar la categoría al cuadro de los puros criollos.

### Entrenadores campeones
| N.° | Entrenador         | Período                 | Títulos                                |
| --- | ------------------ | ----------------------- | -------------------------------------- |
| 1   | Vessilio Bártoli   | 1967.                   | Serie A 1967                           |
| 2   | Héctor Morales     | 1973 y 1977-1978.       | Serie A 1973 Serie A 1977 Serie A 1978 |
| 3   | Ernesto Guerra     | 1976, 1981-1983 y 1992. | Serie A 1976 Serie A 1982 Serie A 1992 |
| 4   | Roberto Abrussezze | 1983-1986.              | Serie A 1983 Serie A 1984 Serie A 1986 |
| 5   | Paulo Massa        | 1995-1996.              | Serie A 1996                           |
| 6   | Ever Almeida       | 2004-2007.              | Serie A 2005-C Serie A 2006            |
| 7   | Marcelo Zuleta     | 2024.                   | Copa Ecuador 2024                      |

### Últimos entrenadores
| N.° | Entrenador          | Período       |
| --- | ------------------- | ------------- |
| 1   | Manuel Keosseián    | 2004          |
| 2   | Éver Almeida        | 2005-2007     |
| 3   | Jorge Célico        | 2009          |
| 4   | Juan Carlos Burbano | 2009          |
| 5   | Julio Asad          | 2009          |
| 6   | Jorge Luis Pinto    | 2010          |
| 7   | Mario Saralegui     | 2010-2012     |
| 8   | Sixto Vizuete       | 2012          |
| 9   | Orlando Narváez     | 2012-2013     |
| 10  | Manolo Tomé         | 2013          |
| 11  | Carlos Sevilla      | 2013-2014     |
| 12  | Octavio Zambrano    | 2014-2015     |
| 13  | Rubén Insúa         | 2015          |
| 14  | Eduardo Favaro      | 2015-2018     |
| 15  | Marcelo Zuleta      | 2019          |
| 16  | Eduardo Lara        | 2020          |
| 17  | Jorge Montesino     | 2020          |
| 18  | Javier Rodríguez    | 2020          |
| 19  | Edison Méndez       | 2020          |
| 20  | José Villafuerte    | 2020-2021     |
| 21  | Éver Almeida        | 2021-2024     |
| 22  | Marcelo Zuleta      | 2024          |
| 23  | Omar Asad           | 2025-presente |

## Filial

### Club Deportivo Panamericana
Club Deportivo Panamericana es un club de fútbol ecuatoriano originario de la ciudad de Latacunga, filial del Club Deportivo El Nacional. Actualmente milita en la Segunda Categoría de Cotopaxi. El equipo es adquirido el 2024 por la nueva directiva buscando dar espacio a los jugadores que no tienen oportunidad con el equipo de primera. El mismo año, el Panamericana se corona campeón del ascenso de Cotopaxi de forma invicta. 

## Palmarés

### Torneos nacionales (15)
| Competición                | Títulos                                                                         | Subcampeonatos                            |
| -------------------------- | ------------------------------------------------------------------------------- | ----------------------------------------- |
| Serie A de Ecuador (13/7)  | 1967, 1973, 1976, 1977, 1978, 1982, 1983, 1984, 1986, 1992, 1996, 2005-C, 2006. | 1964, 1972, 1974, 1994, 1999, 2000, 2001. |
| Copa Ecuador (2)           | 1970, 2024. (récord)                                                            |                                           |
| Supercopa de Ecuador (0/1) |                                                                                 | 2025                                      |
| Serie B de Ecuador (2)     | 1979-E2, 2022.                                                                  |                                           |

### Torneos provinciales
| Competición                              | Títulos | Subcampeonatos |
| ---------------------------------------- | ------- | -------------- |
| Copa AFNA (1/1)                          | 2025    |                |
| Campeonato Profesional Interandino (0/1) |         | 1965.          |

### Torneos internacionales
| Competición                  | Títulos | Subcampeonatos |
| ---------------------------- | ------- | -------------- |
| Copa Ganadores de Copa (0/1) |         | 1970.          |

### Súperliga Ecuatoriana de Fútbol Femenino
| Competición              | Títulos | Subcampeonatos |
| ------------------------ | ------- | -------------- |
| Súperliga Femenina (1/0) | 2020.   |                |

### Torneos amistosos
| Competición                   | Títulos     | Subcampeonatos |
| ----------------------------- | ----------- | -------------- |
| Copa Carlos Andrade Marín (2) | 1968, 1971. |                |
| Torneo Relámpago (1)          | 1968.       |                |
| Copa Ejército Ecuatoriano (1) | 1987.       |                |
| Copa Confraternidad (0/1)     |             | 2018.          |

### Torneos juveniles
| Competición                           | Títulos     |
| ------------------------------------- | ----------- |
| Campeonato de Reservas de Ecuador (2) | 2018, 2019. |
| Campeonato Ecuatoriano Sub-14 (1)     | 2010.       |
| Copa Cumbayá Sub-15 (1)               | 2005.       |
| Copa Cumbayá Sub-13 (1)               | 2008.       |
| Campeonato Promaxi (1)                | 2008.       |

## Otras disciplinas deportivas

### Baloncesto
| Competición                         | Títulos     |
| ----------------------------------- | ----------- |
| Campeonato Oficial de Pichincha (2) | 1989, 1990. |
| Campeonato Ecuatoriano Sub-18 (2)   | 2004, 2005. |
| Campeonato Ecuatoriano Sub-20 (2)   | 2005, 2009. |
| Torneo Oficial Femenino (1)         | 1988.       |
| Torneo de Preparación (2)           | 1987, 1990. |
| Copa Banco de Préstamos (1)         | 1989.       |

### Gimnasia artística
| Competición                                                         | Títulos |
| ------------------------------------------------------------------- | ------- |
| Campeonato Interclubes de Gimnasia Artística Categoría Infantil (1) | 2011.   |

### Tenis de mesa
| Competición                         | Títulos     |
| ----------------------------------- | ----------- |
| Campeón Ecuatoriano Sub-15 (2)      | 2004, 2005. |
| Torneo Interclubes de Pichincha (1) | 2004.       |